# Невское (Нестеровский район)
Не́вское — посёлок в Нестеровском муниципальном округе Калининградской области.

## История
Город Пиллупёнен (нем. Pillupönen), состоящий из деревни и дворянского поместья, упоминается в документах с середины XVI века. С 1874 года — административный центр округа Шталлупёнен. В 1938 году переименован в Шлоссбах (нем. Schloßbach). В 1947 году указом Президиума Верховного Совета РСФСР присвоено наименование посёлок Невское.

## Население
| 1910 | 1933 | 1939 | 2002 | 2010 |
| ---- | ---- | ---- | ---- | ---- |
| 868  | ↗881 | ↘792 | ↘516 | ↘453 |

## Улицы
- ул. Луговая,
- ул. Садовая,
- ул. Холмистая,
- пер. Центральный.